# 해후 (1988년 드라마)
《해후》는 1988년 3월 1일에 방영된 MBC 특집 드라마이다. 중국 옌볜 지방에 거주하는 교포들의 생활을 주제로 하고 있다.

## 제작진
- 극본 : 이철향
- 연출 : 고석만

## 출연진
- 권성덕
- 김윤경
- 이휘향
- 최상훈
- 한은진